# Extinktion (Optik)

Mit zunehmender Wassertiefe wird Licht unterschiedlicher Wellenlänge (Durchdringtiefe) absorbiert.

In der Optik ist die Extinktion {\displaystyle E} oder optische Dichte {\displaystyle OD} die wahrnehmungsgerecht logarithmisch formulierte Opazität {\displaystyle O} und damit ein Maß für die Abschwächung einer Strahlung (z. B. Licht) nach Durchqueren eines Mediums. Sie ist abhängig von der Wellenlänge {\displaystyle \lambda } der Strahlung.

## Definition
Mit {\displaystyle I_{0}} als einfallender Strahlung und {\displaystyle I} als austretender Strahlung beschreibt die Extinktion als logarithmische Größe den Kehrwert des Transmissionsgrades {\displaystyle \tau }:
{\displaystyle {\begin{aligned}E_{\lambda }=&\;\log _{10}{\frac {I_{0}}{I}}&=\;\log _{10}{\frac {1}{\tau _{\lambda }}}&=\log _{10}{O_{\lambda }}\\=&-\log _{10}{\frac {I}{I_{0}}}&=-\log _{10}{\tau _{\lambda }}\end{aligned}}}

## Anwendung
Vor allem in der Physik findet sich auch die Definition der Extinktion über den natürlichen Logarithmus. In der Astronomie wird die Extinktion in Größenklassen angegeben. Die physikalische Größe Diabatie berücksichtigt die exponentielle Zunahme der Extinktion mit der Schichtdicke des durchstrahlten Stoffes durch Bildung eines weiteren Logarithmus.
An der Abschwächung, gemessen mit einem Spektralphotometer, sind im Allgemeinen die Prozesse Absorption, Streuung, Beugung und Reflexion beteiligt. In analytischen Anwendungen, siehe Lambert-Beersches Gesetz, sind Streuung und Beugung oft unbedeutend und die Reflexionsverluste werden durch Leer- oder parallele Messung in {\displaystyle I_{0}} berücksichtigt. Dann wird statt von Extinktion von (dekadischer) Absorbanz (englisch absorbance), Absorptivität oder von dekadischem Absorptionsmaß (normgerechte Bezeichnung) gesprochen. Als Kritik ist anzuführen, dass durch die Reduktion auf die Intensität die Welleneigenschaften des Lichts nicht berücksichtigt werden. Deshalb ist die Extinktion im Allgemeinen nichtlinear von der Weglänge und der Konzentration abhängig.
Die auf die Weglänge bezogene, stoffspezifische Stärke der Abschwächung wird angegeben mit dem Extinktionskoeffizienten und dem Absorptionskoeffizienten. Berücksichtigt man die Wellennatur des Lichts, so ergibt sich, dass die Koeffizienten nicht stoffspezifisch sind, sondern von Randbedingungen wie umgebendes Medium, Form und Heterogenität des Materials usw. abhängig sind.

## Extinktion von Lösungen
Die Extinktion von Lösungen wird als optische Dichte (Abkürzung OD) bezeichnet.
Wird ein spezifischer Stoff untersucht, kann dessen Konzentration in der Lösung anhand seines Extinktionskoeffizienten ermittelt werden. OD-Messungen werden im Allgemeinen zur Konzentrationsbestimmung von DNA-Lösungen, Proteinlösungen sowie zur Kontrolle der Zelldichte in Suspensionskulturen verwendet. Beispielsweise haben Ribonukleinsäure-Lösungen ihre maximale Extinktion bei 260 mμ (der Dhére-Bande).